# وودسون ترس (میزوری)
وودسون ترس (به انگلیسی: Woodson Terrace) یک شهر در ایالات متحده آمریکا است که در شهرستان سنت لوئیس، میزوری واقع شده‌است. وودسون ترس ۱٫۹۹ کیلومتر مربع مساحت و ۴٬۰۶۳ نفر جمعیت دارد و ۱۹۳ متر بالاتر از سطح دریا قرار دارد.